# ترورتون (پنسیلوانیا)
ترورتون (به انگلیسی: Trevorton) یک منطقهٔ مسکونی در ایالات متحده آمریکا است که در شهرستان نورث‌آمبرلند، پنسیلوانیا واقع شده‌است. ترورتون ۱۱٫۱ کیلومتر مربع مساحت و ۱٬۸۳۴ نفر جمعیت دارد.